# 尖裂贡山槭
尖裂贡山槭（学名：Acer kungshanense var. acuminatilobum）为槭树科槭属下的一个变种。

## 扩展阅读
- 維基物種上的相關：尖裂贡山槭